# Polák kaholka
Polák kaholka (Aythya marila) je středně velký druh potápivé kachny z řádu vrubozobých.

## Popis
Dorůstá délky asi 42–51 cm a rozpětí křídel 67–73 cm. Má dosti velkou, kulatou hlavu. Samci se podobají poláku chocholačce, mají však jemně šedobíle vlnkovaný hřbet, žádný náznak chocholky a na zobáku mají černý jen jeho nehet. Samice se liší hnědošedými boky, jen o něco tmavším hřbetem a výrazným bílým pruhem kolem zobáku.

## Rozšíření a výskyt
Rozmnožuje se na Aljašce, v severní Kanadě, na Sibiři, na severním pobřeží Evropy a na Islandu. Jeho letním stanovištěm je nížinná tundra a ostrovy na sladkovodních jezerech. Na podzim zahajuje většina populace migraci. Zimují na pobřeží Severní Ameriky, severozápadní Evropy, u Kaspického a Černého moře, na pobřeží Japonska, Východočínského moře a Kaspického moře. V České republice zřídka protahuje od listopadu do dubna, ale může se vyskytnout i v jiných měsících, a někdy zimuje. Během zimních měsíců se vyskytuje v pobřežních zátokách, ústích řek a na vnitrozemských jezerech.

## Způsob života

### Potrava
Potravu poláka kaholky tvoří hlavně měkkýši, vodní rostliny, hmyz a drobní korýši. Pro potravu se obvykle potápí, může se potopit do hloubky až 6 metrů a pod vodou vydrží až minutu.

### Rozmnožování
Kaholky provádí složité námluvy a tvoří monogamní páry. Hnízdí v koloniích na pobřeží moře nebo na jezerech v horách a v tundře. Samice snáší 6–9 vajec, inkubační doba je 24–28 dní. Mláďata jsou schopna letu 40–45 dní po vylíhnutí. Mezi polákem kaholkou a polákem chocholačkou může docházet k příležitostnému hnízdnímu parazitismu.přístupu = 2021-12-02

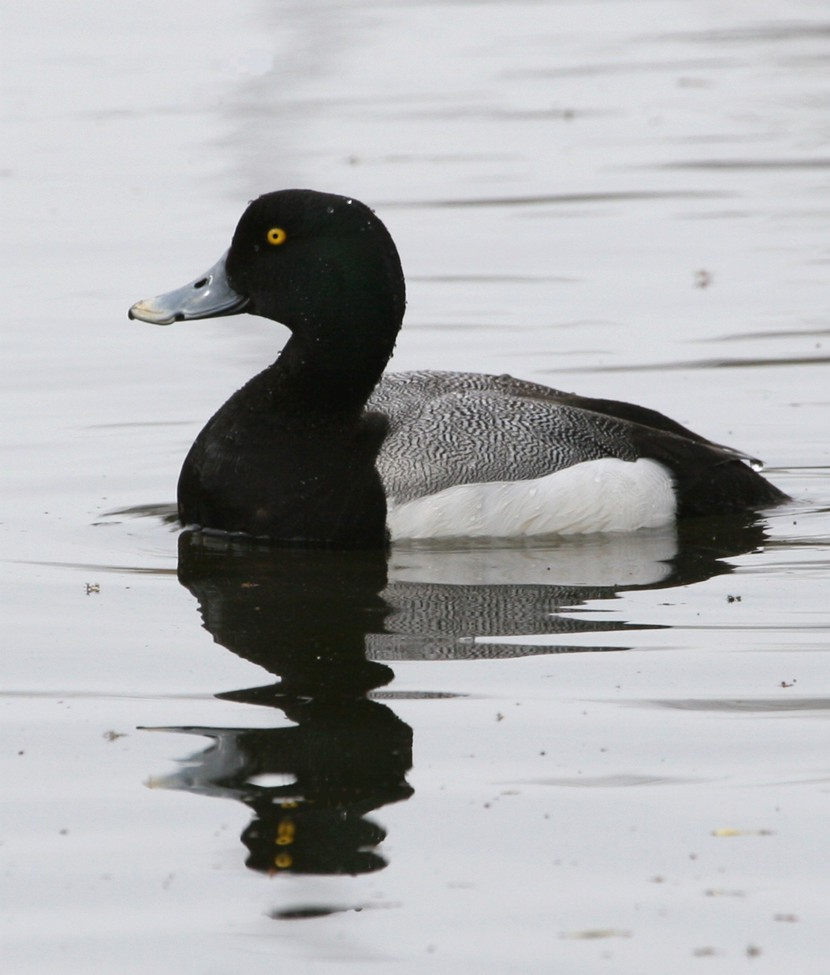
Dospělý samec
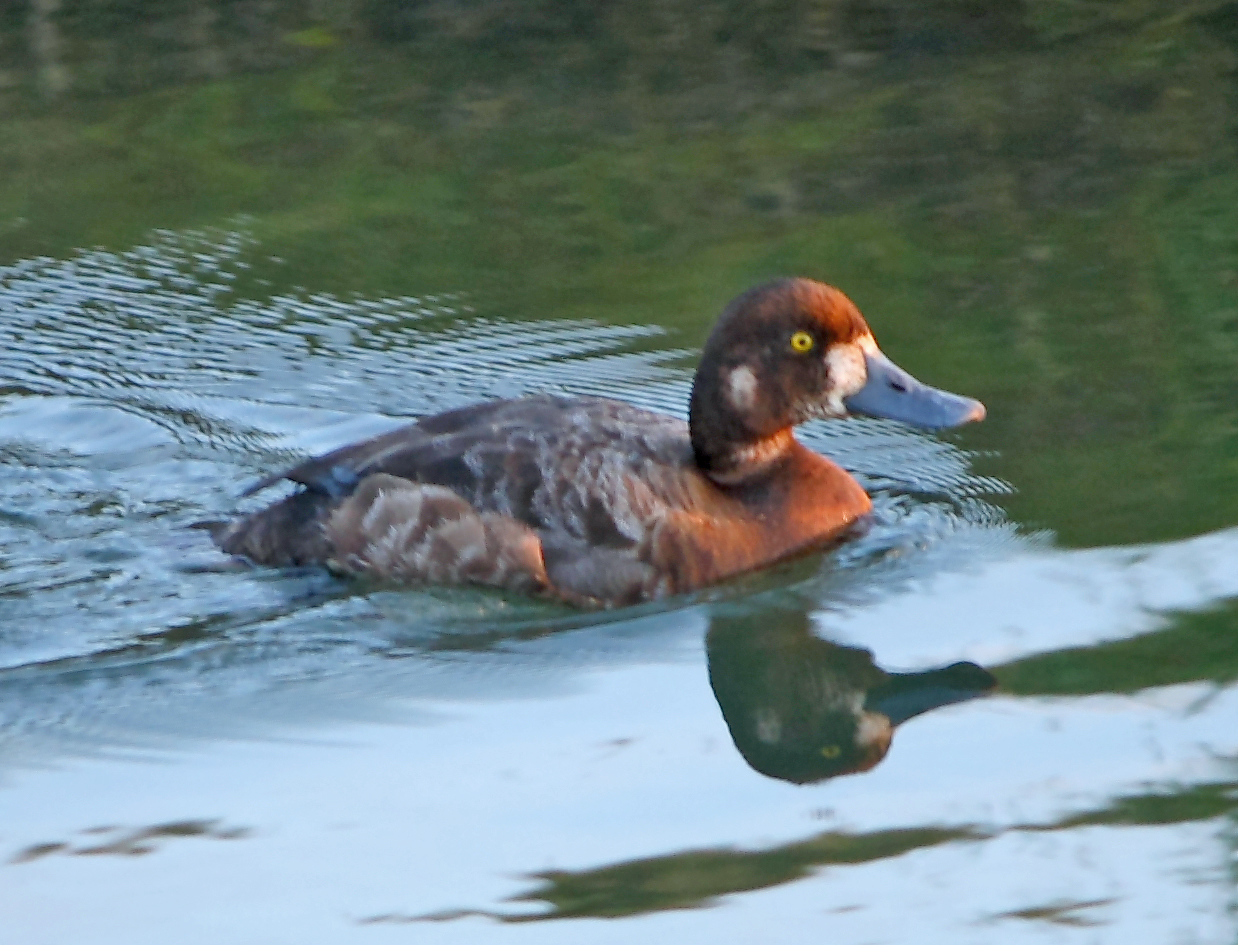
Dospělá samice
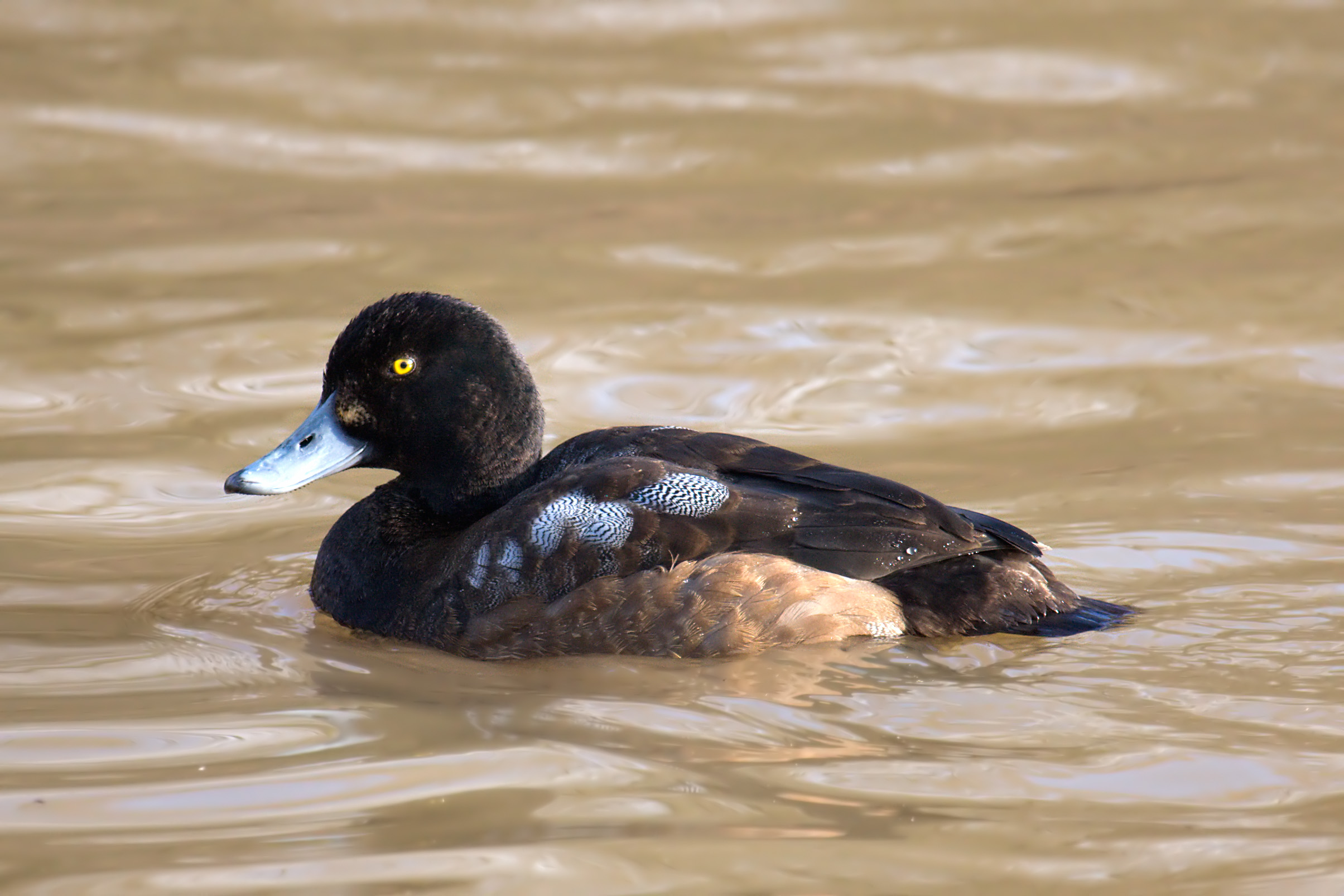
Mladý samec (s prvními adultními pery na hřbetu)
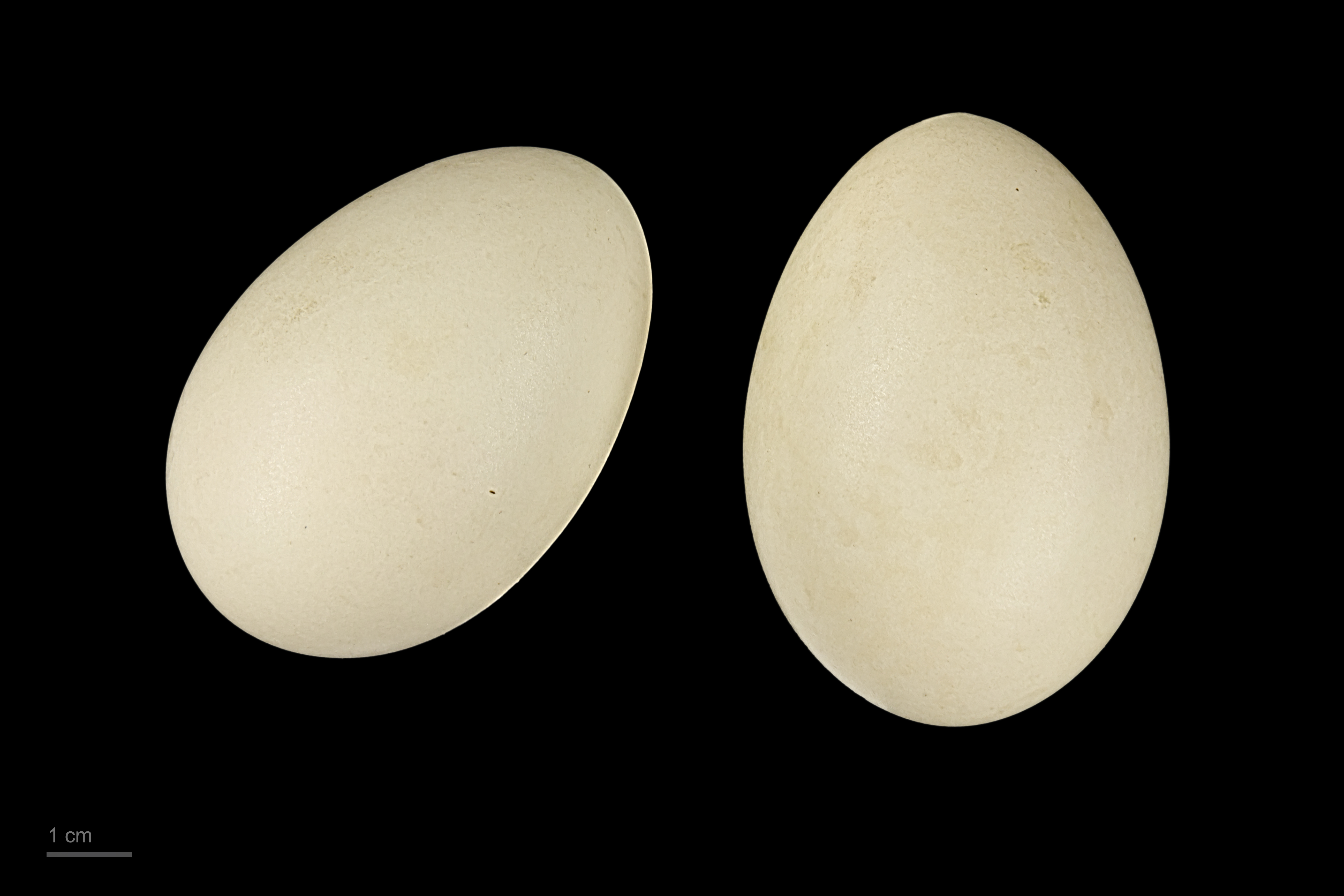
Vejce